# The Legion of Doom
The Legion of Doom ist ein aus Chad Blinman und Trever Keith bestehendes Mashup- und Produzenten-Duo.

## Geschichte
Chad Blinman arbeitet seit Anfang der 90er Jahre als Musiker und Produzent für Künstler wie für The Get Up Kids, Saves the Day und Face to Face. Trever Keith sang von 1991 bis 2003 bei der Punk-Band Face to Face und produzierte Alben von Senses Fail, Moneen und anderen Bands von Vagrant Records. Nachdem sich ihre Wege mehrmals kreuzten gründeten sie 2004 The Legion of Doom und arbeiten seitdem zusammen.
Das erste große Projekt war das Mash-Up-Album Incorporated, auf dem sie in 14 Songs jeweils zwei Songs aus dem Bereich des Punks, Emos und Hardcore Punks zusammen mischten und teilweise noch einen Rap drüberlegten (für die u. a. KRS-One und Planet Asia verantwortlich waren). Während das Produzentenduo noch daran arbeitete, die Veröffentlichungsrechte abzuklären, gelang das Album im Februar 2006 auf bisher unbekannte Wege in P2P-Netzwerke. Eine reguläre Veröffentlichung war zu diesem Zeitpunkt nicht abzusehen, da die Rechteinhaber der gemashten Songs sehr restriktiv waren. Am 6. März 2007 wurden 3.000 Kopien als Digipack über das Independentlabel Illegal Art veröffentlicht.
The Legion of Doom erstellen häufig Remixe für Horrorfilme wie Resident Evil: Extinction, Underworld: Evolution und Saw II und arbeiten weiterhin als Produzenten.

## Diskografie

### Alben
- Incorporated (2006 in P2P-Netzwerken; 2007 über Illegal Art)

### Soundtracks
- Underworld: Evolution
  - Where Do I Stab Myself In The Ears (The Legion of Doom Remix) – Hawthorne Heights
  - Bite To Break Skin (The Legion of Doom Remix) – Senses Fail
- Saw II
  - Home Invasion Robbery
- Saw III
  - Eyes of the Insane – Slayer vs. The Legion of Doom
- Las Vegas
  - Suspicious Minds – Wayne Newton vs. The Legion of Doom
- Resident Evil: Extinction
  - Im So Sick (T-Virus Remix) – Flyleaf vs. the Legion of Doom
  - One Love (Extinction Remix) – Aiden vs. the Legion of Doom

### Sonstige Songs
- Kill Jenny Like That – The Killers vs Ghostface Killah vs Queen
- Crazy as She Goes – Gnarls Barkley vs. The Raconteurs